# Anarchy in the U.K. (песня Megadeth)
«Anarchy in the U.K.» — сингл американской треш-метал-группы Megadeth с третьего студийного альбома So Far, So Good... So What!, выпущенного в 1988 году. Песня является кавером на одноименную композицию британской панк-группы Sex Pistols.

## Текст песни
Текст песни, исполненной Дэйвом Мастейном, расходится с оригинальной версией - некоторые слова были заменены на схожие по звучанию. По словам музыканта, он просто не смог разобрать слова Джонни Роттена.

## Видеоклип
Клип наполнен карикатурами политических фигур, нарисованными в неуклюжем стиле.

### Список композиций
Издание в США
1. «Anarchy in the UK»
2. «Liar»

Издание в Великобритании
1. «Anarchy in the UK»
2. «Liar»
3. «502»

Издание в Германии
1. «Anarchy in the UK»
2. «Good Mourning/Black Friday» (концерт)
3. «Devil’s Island» (концерт)

## Позиции в чартах
| Год  | Сингл                 | Чарт             | Позиция |
| ---- | --------------------- | ---------------- | ------- |
| 1988 | «Anarchy in the U.K.» | UK Singles Chart | 45      |

## Участники записи

### Megadeth
- Дэйв Мастейн — соло-гитара, вокал
- Джефф Янг — соло-гитара
- Дэвид Эллефсон — бас-гитара, бэк-вокал
- Чак Белер — барабаны

### Приглашённые музыканты
- Стив Джонс — соло-гитара (гитарное соло, идущее вторым по счёту в песне)